# Château de Saint-Fargeau
Pour les articles homonymes, voir Saint-Fargeau.
Le château de Saint-Fargeau est un château dont l'origine remonte au Xe siècle, situé dans la commune française de Saint-Fargeau, dans le département de l'Yonne, en région Bourgogne-Franche-Comté.

## Histoire

### Le château féodal

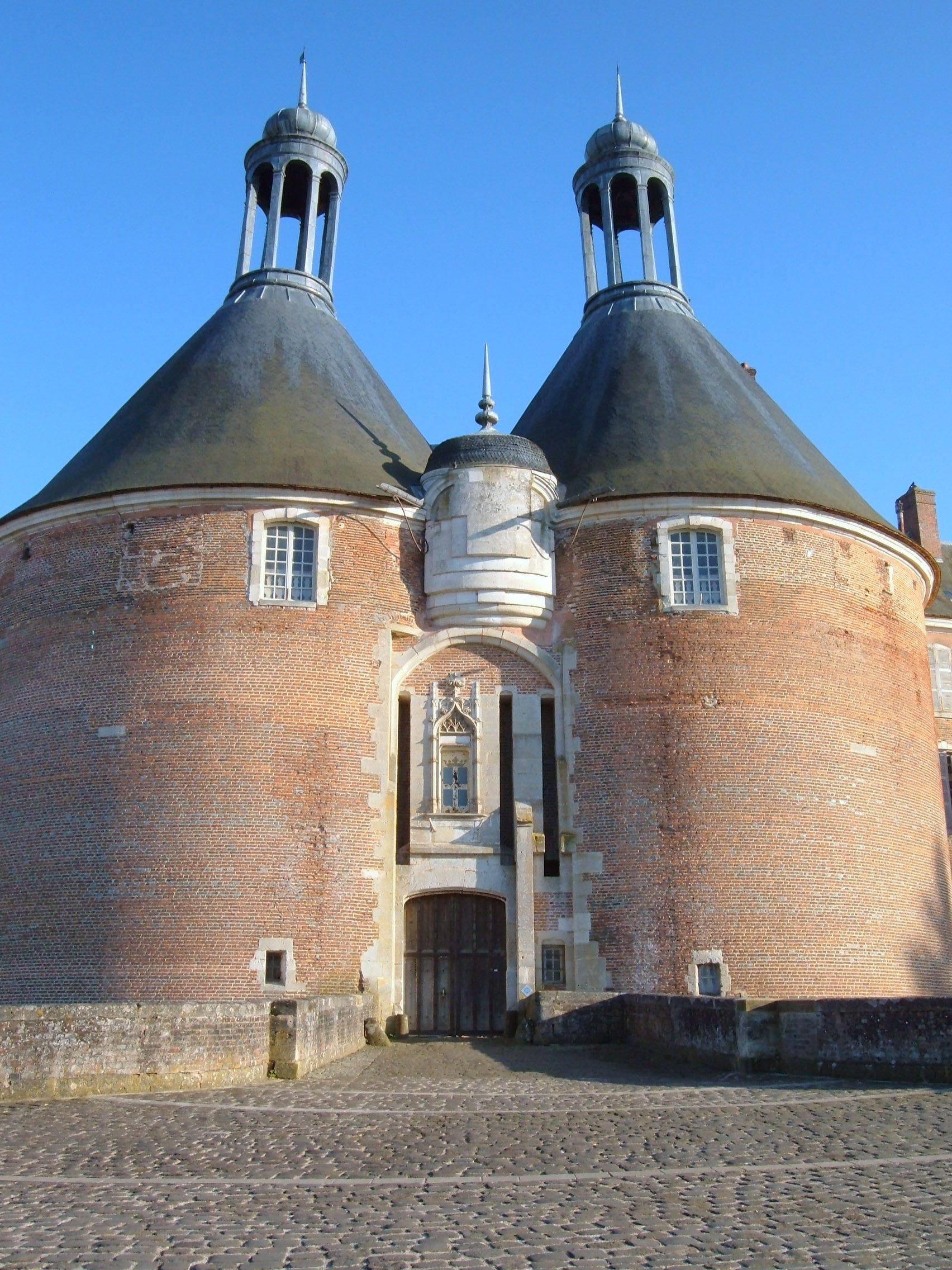
L'entrée du château.

À l'origine, Saint-Fargeau était un rendez-vous de chasse fortifié construit en 980 par Héribert, évêque d'Auxerre. Celui-ci, fils naturel d'Hugues le Grand, était donc le frère d'Hugues Capet.
Son premier seigneur connu, vers 1060, est Ithier, seigneur de Toucy, de Saint-Fargeau et du pays de Puisaye. Près d'un siècle plus tard, en 1147, Ithier III de Toucy, cinquième seigneur de Saint-Fargeau, partit pour la Terre sainte aux côtés du roi Louis VII. Ithier V, huitième seigneur du lieu, mourut au siège de Damiette (1218). Quelques générations plus tard, Jean Ier de Toucy (onzième seigneur du lieu), n'ayant pas eu de fils, lègue ses seigneuries à Jeanne, l'une de ses filles, mariée en 1266 à Thiébaut II, comte de Bar.
En 1411, le château soutint un siège, puis les terres passèrent à Louis de Bar, évêque de Verdun et cardinal, qui les légua en 1430 à son neveu Jean-Jacques Paléologue, marquis de Montferrat, petit-fils maternel du duc Robert de Bar.
Le 11 février 1450, ses fils Jean, Guillaume et Boniface de Montferrat vendirent « les terres et châtellenies de Saint-Fargeau » à Jacques Cœur, grand argentier du royaume. Mais celui-ci, disgracié par le roi Charles VII dès 1451, est spolié de ses biens (dont Toucy et Charny) par un jugement de mai 1453.
Le château est reconstruit après 1453 sur les bases de l'ancienne forteresse par Antoine de Chabannes, comte de Dammartin et grand maître de France, qui l'acquit pour vingt mille écus d'or après la disgrâce de Jacques Cœur. Il commença par faire construire la grosse tour en 1467, destinée à servir de lieu de retraite jusqu'à la reconstruction complète du château, et à en devenir le donjon.
En 1461, Antoine de Chabannes est à son tour disgracié. Celui-ci avait en effet contraint le dauphin Louis à fuir le Dauphiné lors de sa révolte contre son père le roi. Une fois monté sur le trône, Louis XI décide de restituer Saint-Fargeau à la famille Cœur, tout en faisant embastiller Chabannes, qui ne tarde pas à s'évader, à rejoindre la ligue du Bien public, et à reprendre son château par la force. Il sera, peu après, rétabli dans ses biens et honneurs. Pour conserver Saint-Fargeau, son fils Jean de Chabannes, comte de Dammartin, offrit à la veuve Cœur dix mille écus d'or et une rente de quatre cents livres tournois.
Une des filles de Jean, Antoinette de Chabannes, épouse René d'Anjou-Mézières, et transmet à son fils, Nicolas d'Anjou-Mézières, la terre de Saint-Fargeau. Ce dernier obtient en 1542 l'érection du fief en comté. Une génération plus tard, en 1576, Saint-Fargeau deviendra le centre d'un duché-pairie, érigé par Henri III en faveur de Renée d'Anjou-Mézières et de son époux François de Bourbon, duc de Montpensier.

### De la Grande Mademoiselle aux Le Peletier

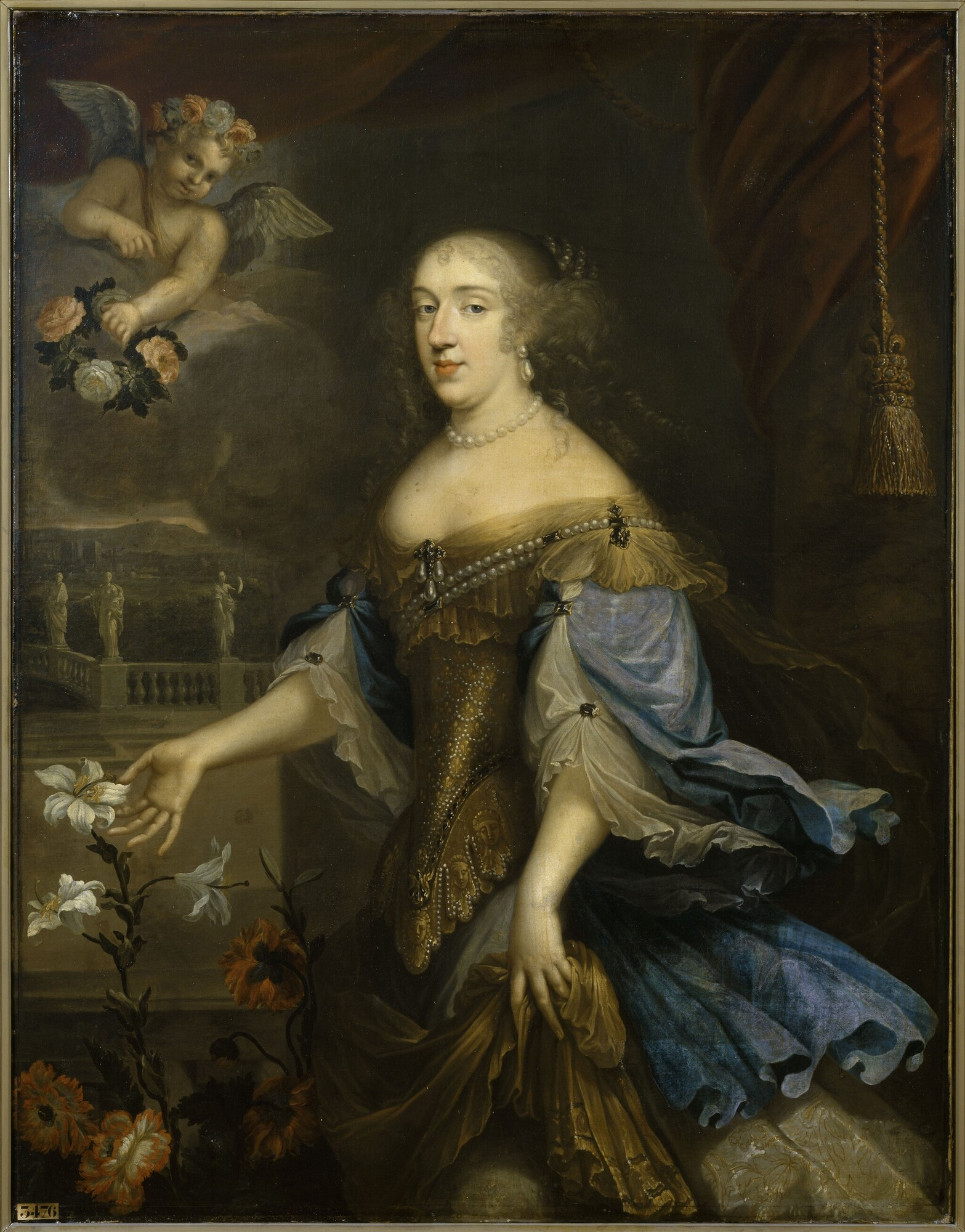
La Grande Mademoiselle, Anne Marie Louise d'Orléans, cousine de Louis XIV.

Le fils de ces derniers, le duc Henri de Bourbon, fut le père de Marie de Bourbon-Montpensier, mariée à Gaston d'Orléans, frère de Louis XIII. La duchesse de Montpensier mourut en couches, ne laissant qu'une unique fille, à son tour duchesse de Montpensier.
Anne-Marie-Louise d'Orléans, duchesse de Montpensier, est donc la cousine germaine de Louis XIV. Appelée à la cour « la Grande Mademoiselle », cette ombrageuse princesse du sang, prend le parti de la Fronde. En 1652, les frondeurs vaincus, le roi décide d'exiler sa cousine à Saint-Fargeau avec ses deux maréchales de camp Gilonne d'Harcourt, comtesse de Fiesque, et Anne de La Grange-Trianon, comtesse de Frontenac.
La princesse décide alors d'engager des travaux d'embellissement. Entre 1653 et 1657, elle charge l'architecte du roi, François Le Vau, de refaire les quatre façades intérieures du château, où l'on distingue encore par endroits son monogramme (AMLO), en majorité détruit lors de la Révolution.
Secrètement mariée à Lauzun — peut-être vers 1671, même si le doute demeure aujourd'hui encore quant à cette union — la Grande Mademoiselle lui légua Saint-Fargeau, où il ne résida guère. Il finit par le céder, le 5 février 1714, au financier Antoine Crozat. Ce dernier, mis en difficulté à la mort de Louis XIV, le revendit dès le 15 décembre 1715 à Michel-Robert Le Peletier des Forts (1675-1740), successivement conseiller au Parlement de Paris, intendant des Finances, ministre d'État et membre de l'Académie des Sciences. On lui doit la construction du pavillon dit « des Forts ».
En 1740 le domaine passa à son petit-fils Michel-Étienne, comte de Saint-Fargeau, qui deviendra en 1764 président à mortier au Parlement de Paris. Dans l'intervalle, en 1752, un incendie ravage le château et une partie du bourg. Ce sinistre, suivi un siècle plus tard d'un second incendie (une ardoise gravée exposée sur place en témoigne), détruisit l'intérieur des deux corps de logis contigus à la chapelle, anéantissant les anciens appartements de la Grande Mademoiselle, sa galerie et la salle des gardes (qui fut lors de sa création la plus vaste de France).
Le château est partiellement restauré : la charpente et les toitures sont refaites.
En 1778, Louis-Michel Le Peletier de Saint-Fargeau hérite du domaine familial. Député de la noblesse aux États généraux, il devint président de l'Assemblée le 21 juin 1790. Conventionnel, il vote la mort de Louis XVI et meurt assassiné dans un restaurant parisien, par un des anciens gardes du corps du roi, la veille de l'exécution du monarque, le 20 janvier 1793.
La scène de cet assassinat fut peinte par Jacques-Louis David, et l'œuvre fut acquise aux héritiers de l'artiste sous la Restauration pour l'énorme somme de cent mille francs, par la fille unique du régicide, Louise-Suzanne Le Peletier — ex-première « pupille de la Nation » devenue fervente royaliste — à condition de ne pas le détruire. Elle l'aurait donc fait cacher dans un mur de l'immense demeure et à ce jour n'y a pas été localisé. Selon la légende familiale rapportée par Jean d'Ormesson, cette localisation serait transmise de génération en génération, de mère en fille. L'auteur indique que sa grand-mère, née Valentine de Boisgelin, mourut pendant l'Occupation sans que sa fille, Marie-Henriette Anisson du Perron, marquise d'Ormesson, ne puisse venir à son chevet et apprendre le secret.
Louise Suzanne Le Peletier de Saint Fargeau (1782-1829) épouse en 1806 son cousin Léon Le Peletier de Mortefontaine, qui redessine alors à l'Anglaise une partie du parc de Saint-Fargeau. Elle, puis sa fille font aussi restaurer les aménagements intérieurs du château  .
Leurs deux filles, Marie-Louise-Suzanne (1811-1893) et Marguerite-Marie (1809-1890) Le Peletier de Mortefontaine devinrent respectivement comtesse de Talleyrand (x 1830) et marquise de Boisgelin (x 1827). En 1853, un autre incendie endommage une partie du château, dont seules la charpente et la toiture sont refaites.
Marguerite-Marie et Edouard de Boisgelin ont pour arrière petite fille, Valentine de Boisgelin (1865-1942), qui transmet le domaine à la famille Anisson du Perron en épousant en 1890, Jacques Anisson du Perron (1861-1946). Leur fille Marie Anisson du Perron (1892-1975) épouse  André d'Ormesson, ambassadeur de France, dont le fils, l'écrivain et académicien Jean d'Ormesson passa ainsi une partie de son enfance à Saint-Fargeau, demeure qu'il décrira dans son roman Au plaisir de Dieu.
Les marquis de Boisgelin sont peu à peu contraints de morceler un domaine qui, à son apogée, s'étendait sur trois départements et quelque quinze mille hectares. Jean d'Ormesson et sa mère, héritière du château, proposèrent sans succès leur château familial à l'État : André Malraux, ministre de la Culture, eu égard à la taille et surtout à la vétusté de la demeure, leur aurait alors suggéré ironiquement d'assortir cette transaction d'un million de francs…
Vendu en 1968 à une société belge qui le conserva dix ans et renonça, devant l'ampleur des travaux, à restaurer le château, ce dernier et son domaine sont acquis en 1979 par Michel Guyot et son frère Jacques, soutenus par les collectivités locales, pour la somme de 500 000 francs (environ 280 000€, à l'exception des jardins). Ils entreprirent de restaurer la demeure, avec la réfection complète des toitures, le réaménagement des parties autrefois incendiées. Ils la font revivre en l'ouvrant à la visite et en y organisant pendant l'été un son et lumière réputé.
Certaines chambres de la partie privée du château, qui ont conservé leur décor ancien, sont proposées à la location.
En 1987, Jacques Guyot reprend le château de La Ferté Saint Aubin. Michel Guyot poursuit avec sa famille la restauration et l'animation du château de Saint-Fargeau.

### Un château de papier

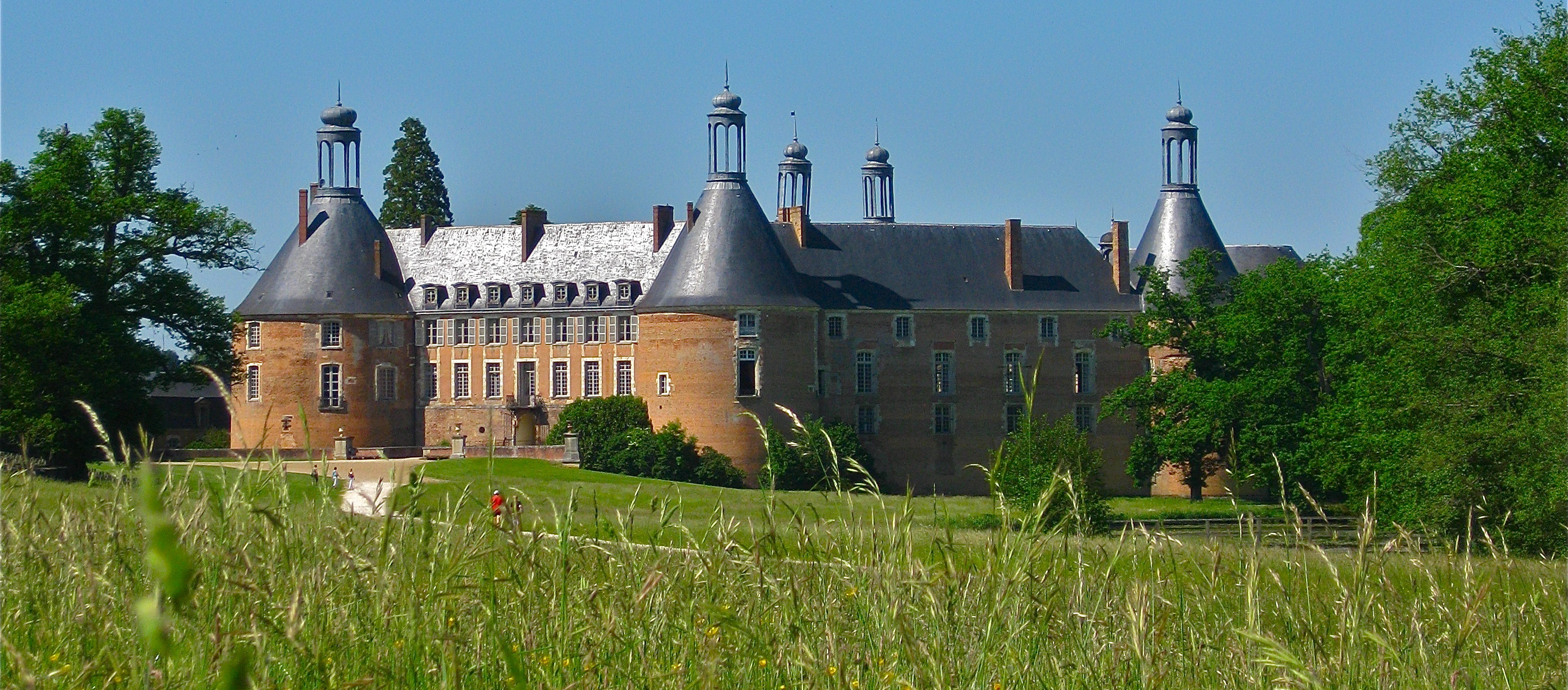
Le château, vu du parc.

Jean d'Ormesson, qui passait à Saint-Fargeau l'été avec ses parents, s'en inspira pour écrire son roman Au plaisir de Dieu. L'adaptation télévisée fut tournée en 1976 au château par Robert Mazoyer, le comédien Jacques Dumesnil prêtant ses traits à Sosthène de Plessis, duc de Vaudreuil. Ce personnage, inspiré par le grand-père de l'auteur, « règne en silence [et] ressemble à un Jean Gabin déjà atteint par l'âge mais toujours solide et très droit […] Il y a en lui quelque chose de massif et de chinois qui échappe au cours du temps. »

Le château de Saint-Fargeau incarne donc le château du Plessis-lez-Vaudreuil.

« Un parc immense, les tours, les bosquets, les bancs à l'ombre des tilleuls, les allées entretenues avec soin, les plates-bandes de pensées et de bégonias […] Deux fois par mois, M. Machavoine venait remonter en silence les horloges. Il se glissait dans le billard, dans le petit salon, dans le grand salon, dans la bibliothèque, dans la salle à manger, dans la salle à manger des enfants, dans l'office, dans l'immense cuisine, dans la vingtaine de chambres qui restaient ouvertes toute l'année. Il vérifiait si les pendules, les horloges, les cartels donnaient bien l'heure exacte, et il les remontait. Il m'arrivait de le suivre de pièce en pièce avec une fascination qui m'étonnait moi-même. »

— Jean d'Ormesson
L'écrivain a également évoqué les austères murailles du château dans Un jour je m'en irai sans avoir tout dit.
Les grandes heures du château de Saint-Fargeau à l'époque des marquis de Boisgelin sont par ailleurs évoquées par l'écrivaine Juliette Benzoni.

« … Saint-Fargeau dont les propriétaires, les Boisgelin, mènent alors grand train et dont l'équipage de chasse, le Rallye Puisaye, découple en forêt d'Orléans ou en Normandie, à Beaumont-le-Roger […] Les jours de liesse, tout le pays en profitait. Ainsi la marquise, après chaque grande manifestation cynégétique, exigeait de son époux le montant exact des sommes dépensées pour les équipages, les chiens, les chevaux, les invités, afin de distribuer cet argent aux pauvres. La messe solennelle réunissait une foule nombreuse. Au premier rang, les boutons d'équipage, et devant le maître-autel, le meilleur limier que tenait le piqueux… À la sortie, le prêtre bénissait la meute et lui distribuait un peu de pain bénit. Les hommes et les chevaux venaient ensuite. »

— Juliette Benzoni
Ces bénédictions ont été filmées vers 1930 où l'on voit Jean d'Ormesson, enfant de chœur, debout sur le grand escalier de la chapelle.

## Description

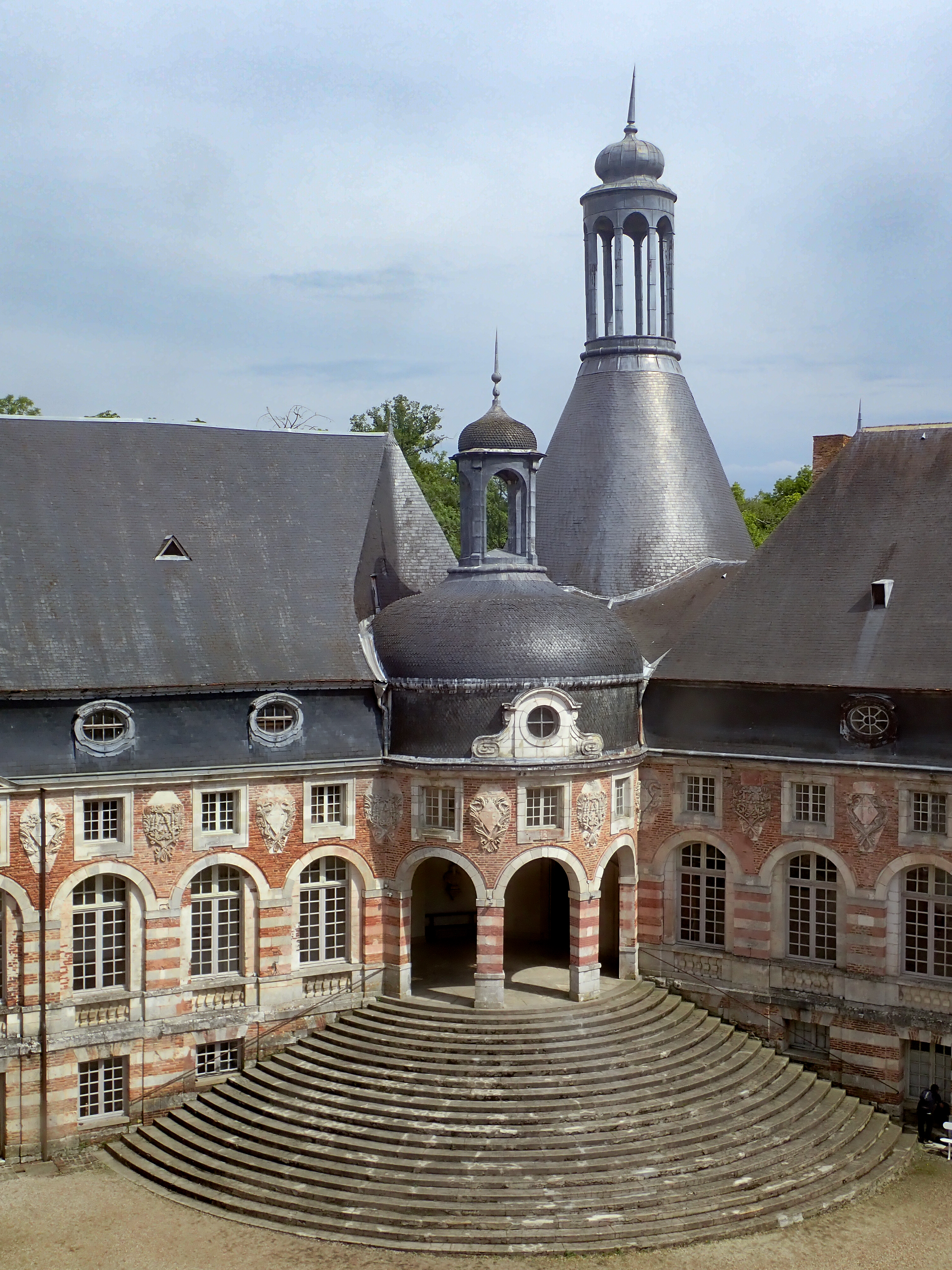
Le grand escalier de la cour d'honneur du château.

### Architecture
Si les origines du premier château féodal peuvent se trouver dans des maçonneries remontant au XIIIe siècle, le château dans son aspect actuel date principalement des travaux réalisés par Antoine de Chabannes entre 1467 et 1488.
Il se présente aujourd'hui sous la forme d'un imposant bâtiment de plan pentagonal non-régulier, agrémenté de six puissantes tours de briques roses en ses angles. Cinq d'entre elles sont surmontées de lanternons qui rappellent celles du château de Chambord. L'entrée, dotée d'un pont levis, est elle-même flanquée de deux de ces tours d'artillerie.

### Intérieurs
Au XIXe siècle, « deux corps de bâtiments furent aménagés en appartements, l'un comprenant surtout des chambres d'amis qui reçoivent en hiver des invités des chasses à courre », période qu'évoquent la vaste salle à manger « vraiment grandiose, dont le plafond en dôme est orné magnifiquement d'un aigle aux ailes déployées, aux hautes et sévères boiseries », et quelques reproductions de photographies anciennes exposées dans la salle des gardes.

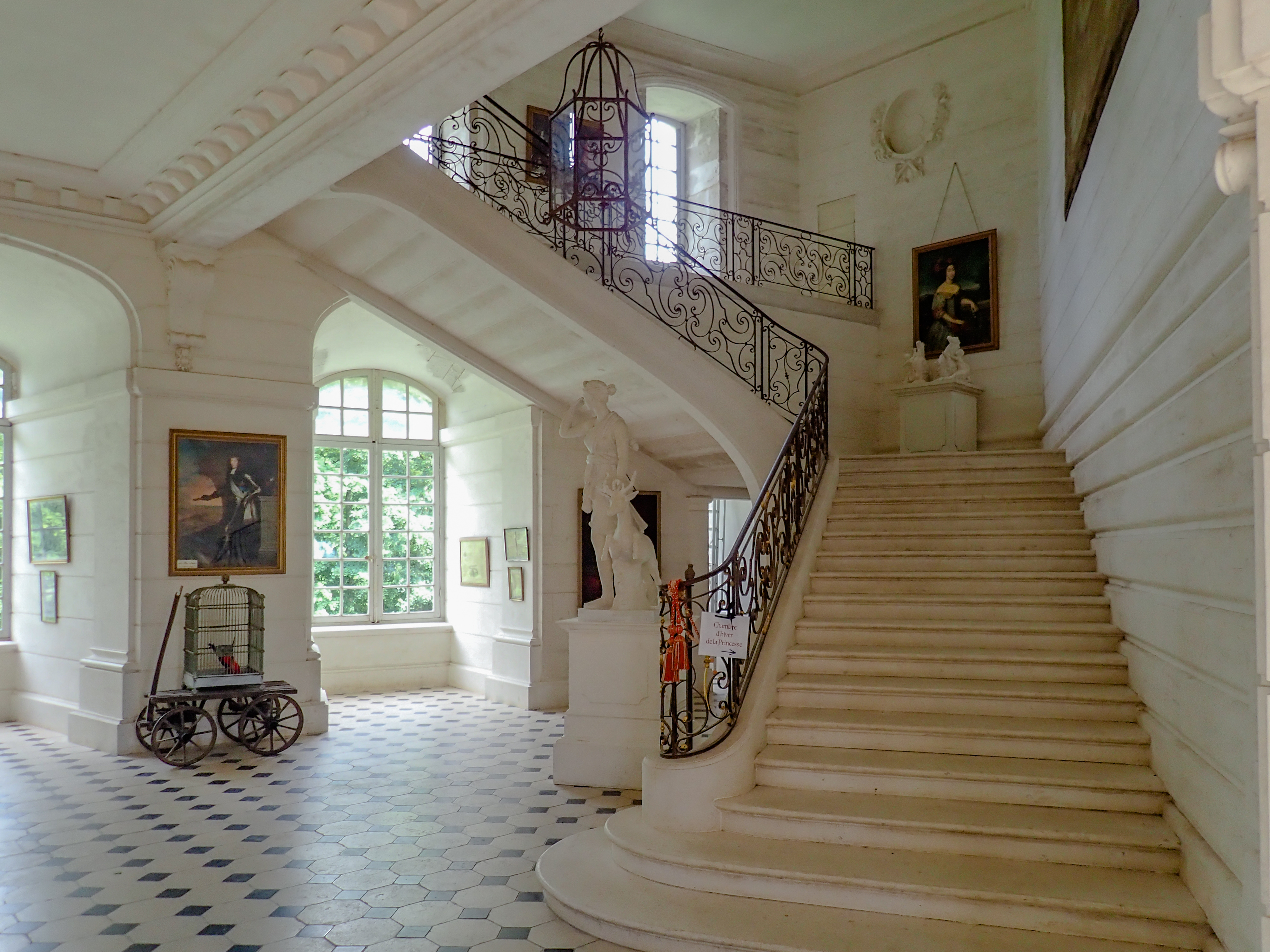
L'escalier d'honneur du château.

Au début du XXe siècle, les marquis de Boisgelin détenaient au château un portrait de femme attribué à Mignard, ainsi que celui de la marquise douairière de Boisgelin par Paul Delaroche.
Le grand salon a quant à lui conservé les portraits d'Anne-Marie-Louise d'Orléans (représentée initialement en buste sur une toile ovale qui fut insérée dans une effigie d'apparat la représentant en pied devant le château) et de Louis XIV attribué à Rigaud, ainsi que les rideaux et cantonnières du XIXe siècle ornés des animaux héraldiques des anciens propriétaires.
La chapelle du château, portant au-dessus de sa porte la devise « Au plaisir de Dieu », immortalisée par le roman de Jean d'Ormesson, abrite quant à elle les sépultures en marbre noir de la famille Le Peletier. Initialement enseveli au Panthéon après des obsèques solennelles, le corps du conventionnel Louis-Michel Le Peletier de Saint-Fargeau fut transféré dans la chapelle du château où il se trouve encore.

### Parc
« J'ai vu Saint-Fargeau, en ma qualité de planteur de jardins, et ai été enchanté de l'aspect du parc […] Moi qui en ai beaucoup vu et surtout tant planté déjà, je vous avoue que j'envierais presque à M. de Mortefontaine le talent qu'il a déployé ici. »

— Berthault, 1815 (cité par Claude Frégnac dans Merveilles des châteaux de Bourgogne et de Franche-Comté, Hachette-Réalités, p. 108)

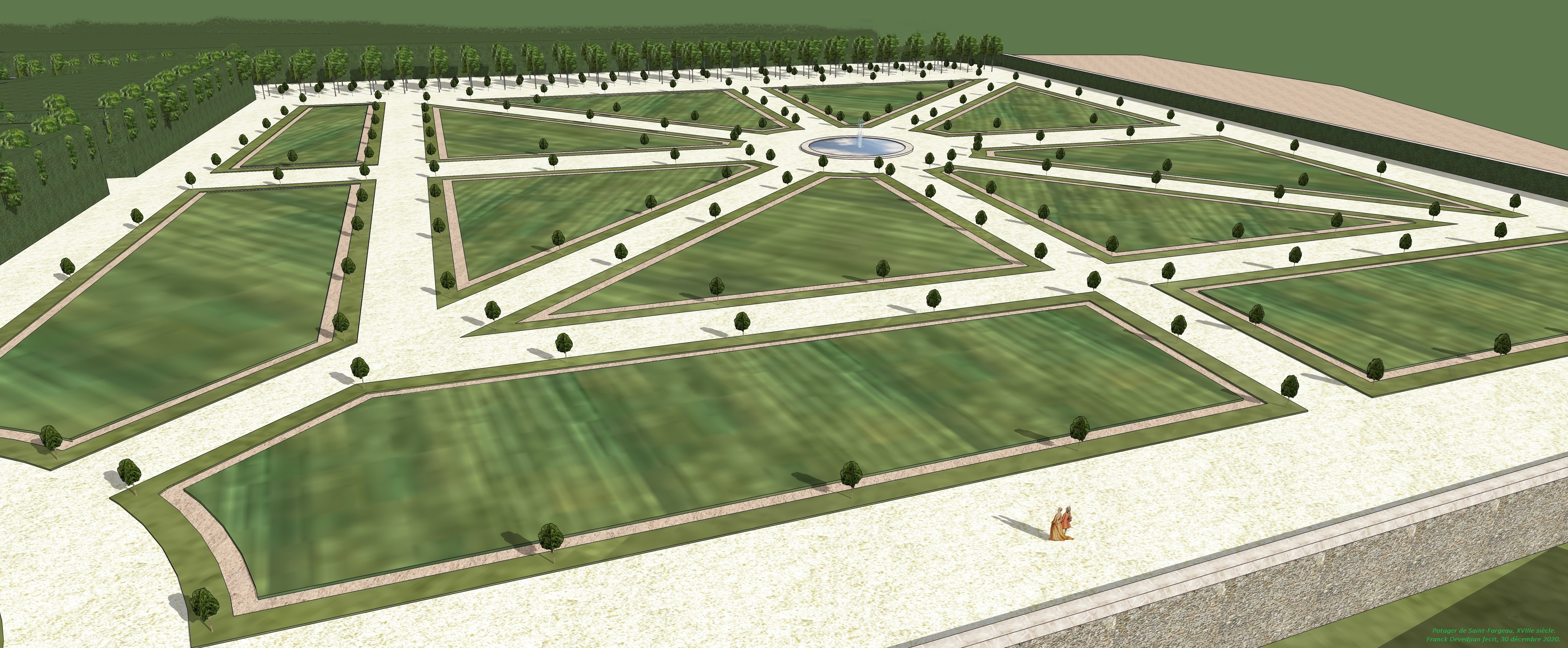
Vue restituée du potager de Saint-Fargeau, depuis le lanternon de la tour du château, XVIIIe siècle.

Après avoir abrité des jardins à la française au XVIIIe siècle, le parc est remanié, en 1809, par Léon Le Peletier de Mortefontaine (1771-1814), fils de Louis Le Peletier de Mortefontaine, qui y créé le parc paysager « dans le goût anglais » qui a subsisté jusqu'à nos jours.
Au XIXe siècle furent également créées dans la cour d'honneur quatre grandes pelouses rondes et ovales ornées en leur centre de corbeilles « qui [en] diminuent sans doute la noblesse mais en atténuent le vide et la monotonie ».

## Protection
Le château fait l’objet d’un classement au titre des monuments historiques depuis le 5 mai 1949.
Les façades et toitures des communs font l'objet d'un classement au titre des monuments historiques depuis le 5 janvier 1949. Les façades extérieures et sur cour, les toitures, les douves et le parc, sont également classés au titre des monuments historiques depuis le 5 mai 1949.

## Événement

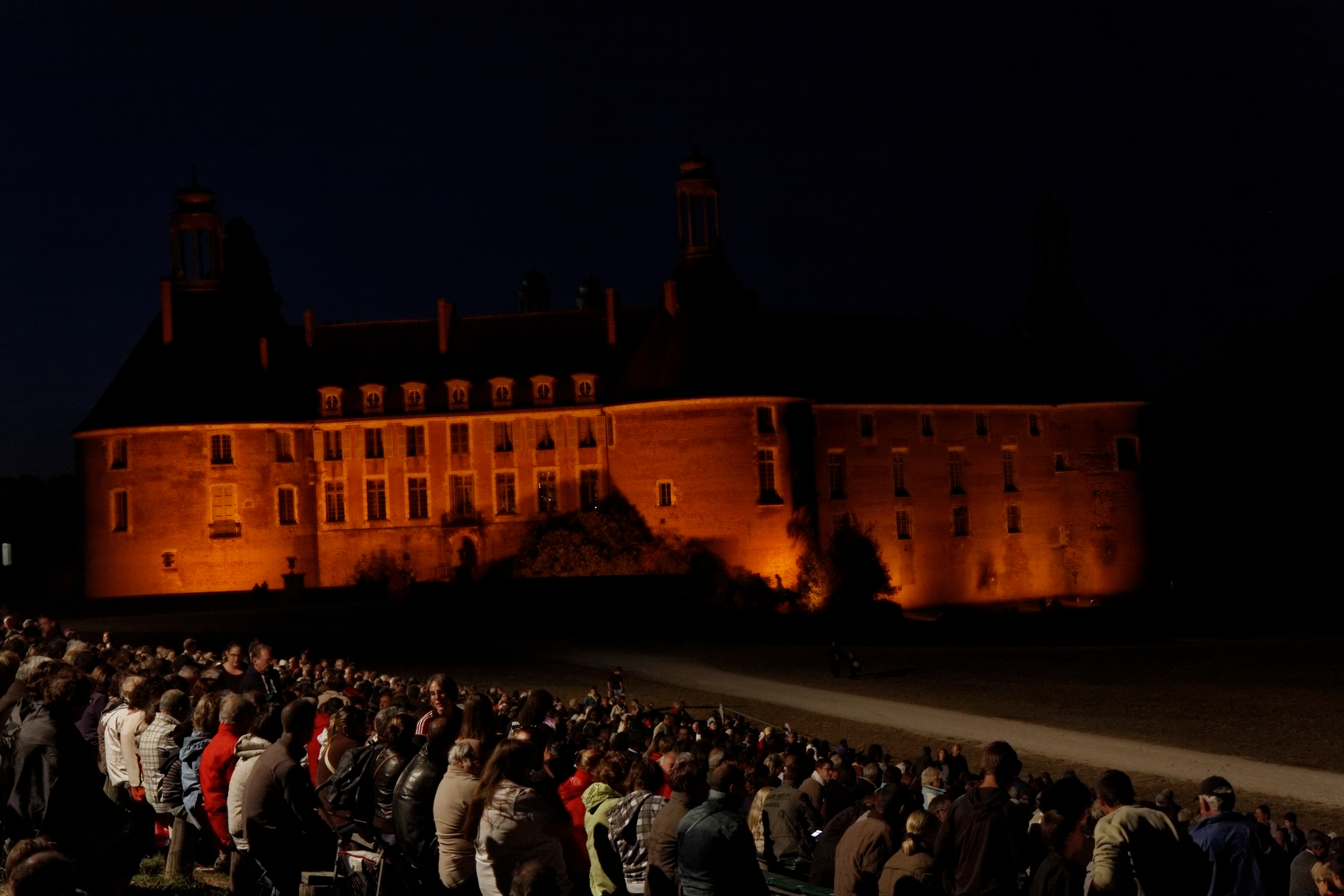
Le château de Saint-Fargeau pendant le son et lumière

Le château de Saint-Fargeau est ouvert à la visite, pour les parties restaurées tout au moins.
Il sert de cadre au spectacle historique de Saint-Fargeau, un son et lumière organisé par l'association « Les Amis du château de Saint-Fargeau » afin de financer ses restaurations. Avec plus de six cents acteurs, soixante cavaliers, des milliers de costumes de toutes époques et de tous genres, une vingtaine de véhicules américains de la Libération, un équipage de chasse à courre, une fanfare, le spectacle retrace plus de mille ans d'histoire en passant par Jeanne d'Arc et la Révolution française.

## Lieu de tournage
- En 1977, il est le décor principal de l'adaptation télévisuelle du roman Au plaisir de Dieu de Jean d'Ormesson.
- En 1999, le château sert de décor dans un épisode d'Une femme d'honneur, intitulé Son et lumière.
- En 2015, une équipe de l'émission Secrets d'Histoire a tourné plusieurs séquences au château dans le cadre d'un numéro consacré à Anne-Marie-Louise d'Orléans, intitulé La Grande Mademoiselle : une rebelle sous Louis XIV et diffusé le 19 juillet 2016 sur France 2[16].